# Jack Doan
John Michael (Jack) Doan is een Amerikaans professioneel worstelscheidsrechter die vooral bekend is van zijn tijd bij World Wrestling Entertainment, van 1991 tot 2013.